# Kyna
Kyna är en småort i Borlänge kommun belägen i Torsångs socken vid Ösjön, som är en vik av sjön Runn.